# Bernard Tschumi
Bernard Tschumi (Lausanne, 25 januari 1944) is een Frans-Zwitserse architect. Hij wordt gerekend tot de deconstructivisten zoals Daniel Libeskind, Frank Gehry en Rem Koolhaas. 

## Biografie
Tschumi is de zoon van architect Jean Tschumi en studeerde in Parijs en aan de ETH Zürich in Zürich. In 1969 studeerde hij af. Tschumi gaf jarenlang les in Portsmouth, Londen en New York, waar hij sindsdien woont. Hij heeft kantoren in New York en Parijs en leerstoelen in Londen, New York en Princeton.

## Werk (selectie)

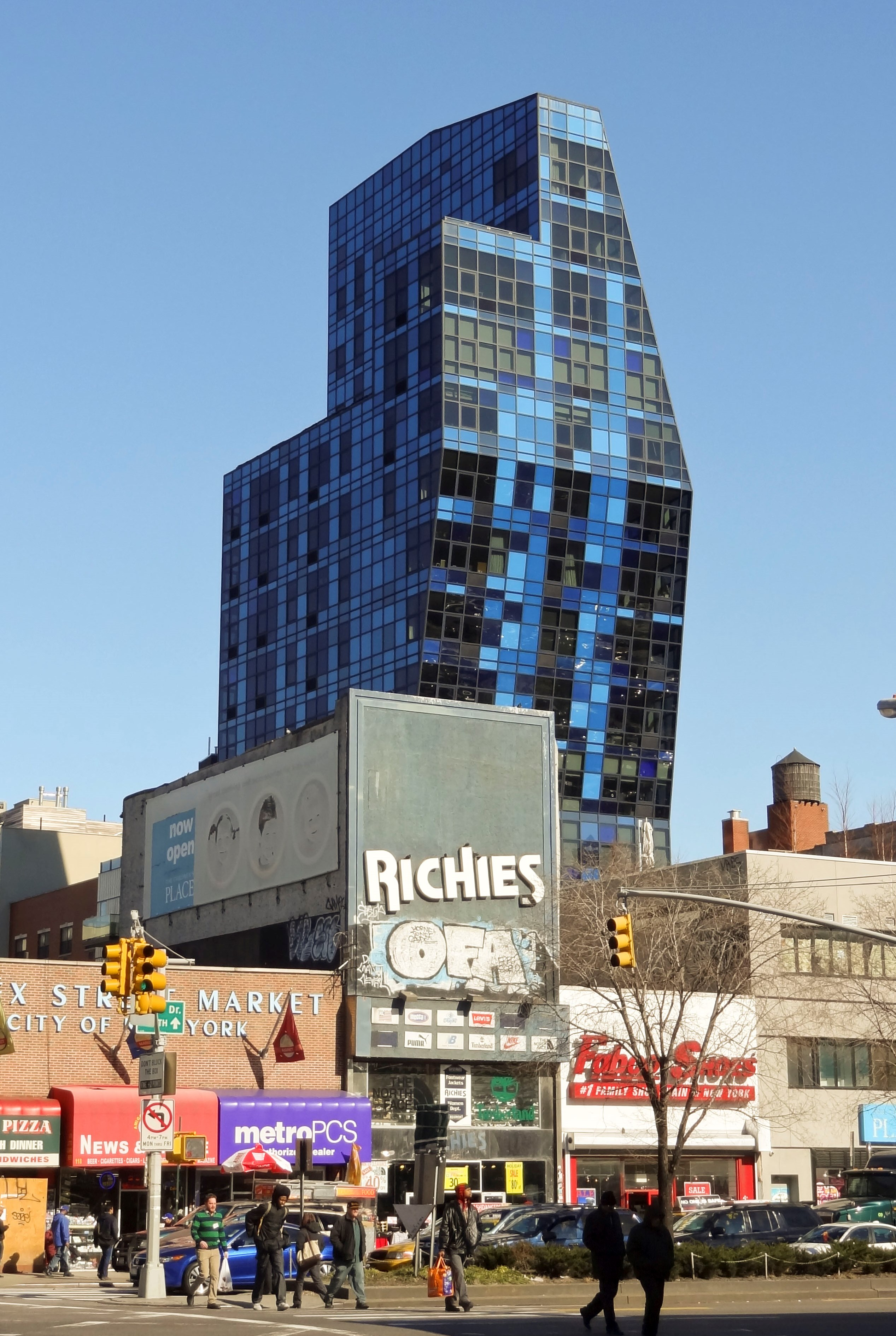
Blauwe woontoren

- 1983: Winnaar van de ontwerpwedstrijd van het Parc de la Villette in Parijs. De aanleg ervan duurde tien jaar.
- 1997: Le Fresnoy in Tourcoing
- 1999: Lerner Student Centre in New York
- 1999: Interface in Lausanne
- 2007: Blauwe woontoren in New York
- 2007: Concert Hall in Limoges
- 2009: Acropolis Museum in Athene
- 2010: Rode brug in La Roche-sur-Yon
- 2012: Alesia Museum en Archeologisch Park in Alesia
- 2014: Dierentuin Bois de Vincennes in Parijs
- 2014: Nieuwe Haagse Passage